# VGIK

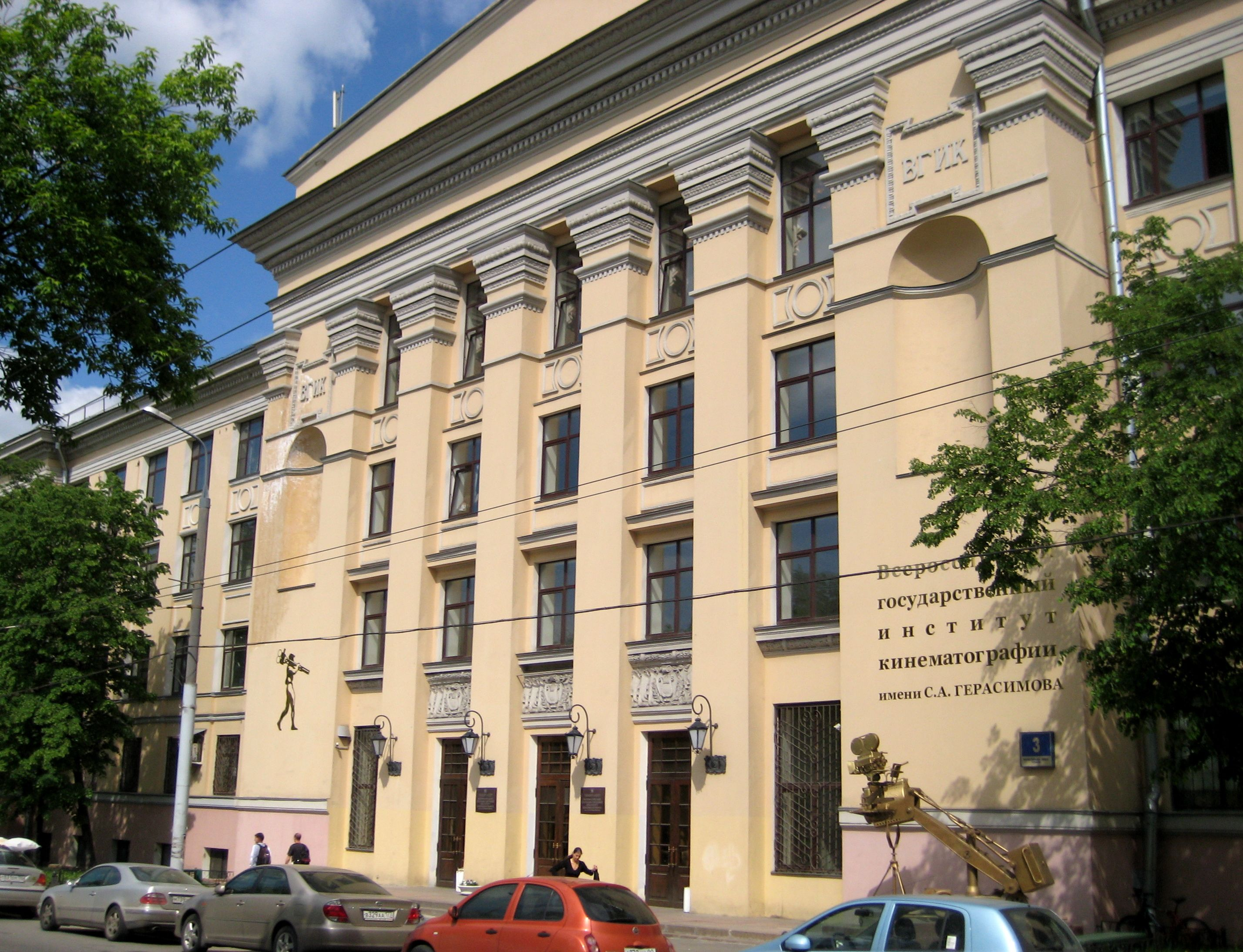
Viện Điện ảnh Quốc gia mang tên S. A. Gerasimov (2008)

Viện Điện ảnh Quốc gia mang tên S. A. Gerasimov hay Viện Điện ảnh Quốc gia Gerasimov (tiếng Nga: Всероссийский государственный университет кинематографии имени С. А. Герасимова) - viết tắt: VGIK (tiếng Nga: ВГИК) - là một tổ chức giáo dục bậc đại học và sau đại học chuyên về điện ảnh của Liên Xô, nay là Liên bang Nga. Tên trường được đặt theo diễn viên Sergei Appolinarievich Gerasimov.

## Giảng viên và học viên

### Nhân vật nổi tiếng
- Karina Aleksandr
- Avdotya Aleksandrova
- Dhimitër Anagnosti
- Natalia Andreychenko
- Siddiq Barmak
- Sergey Bondarchuk
- Frank Daniel[3]
- Aleksandr Fyodorov
- Leonid Gaidai
- Marina Goldovskaya
- Otar Iosseliani
- Yevgeny Kharitonov
- Pavel Khodnev
- Marlen Khutsyev
- Elem Klimov
- Andrey Konchalovsky
- Veniamin Kostitsin
- Alim Koulyev
- Eldar Kulyev
- Pavel Lebeshev
- Ilya Leutin
- Vladimir Menshov
- Nikita Mikhalkov
- Kira Muratova
- Vladimir Nakhabtsev
- Elena Kartseva
- Anton Nefedov
- Roger Nevares
- Rashid Nugmanov
- Yury Ozerov
- Sergey Parajanov
- Aleksandr Petrov
- Juris Podnieks
- Ilya Puzikov
- Eduard Rozovsky[4]
- Eldar Ryazanov
- Eldar Shengelaya
- Vladimir Shevelkov
- Vasily Shukshin
- Aleksandr Sokurov
- Sergey Solovyov
- Aleksandr Tananov
- Andrey Tarkovsky
- Mikhail Vartanov
- Natalia Vavilova
- Konrad Wolf
- Shapi Kaziev
- Vytautas Žalakevičius
- Roman Zawadski
- Trần Đắc
- Ngô Mạnh Lân
- Bùi Đình Hạc
- Lê Đăng Thực
- Trần Văn Thủy
- Nguyễn Hữu Mười
- Việt Linh
- Lê Hồng Chương
- Phạm Hoàng Nam
- Lê Đức Tiến
- Trần Kiềm
- Nguyễn Khắc Lợi
- Nguyễn Thị Hồng Ngát

### Giám đốc
| - Aleksey Batalov - Sergey Bondarchuk - Aleksandr Dovzhenko | - Sergey Eisenstein - Sergey Gerasimov - Marlen Khutsyev | - Yevgeny Matveyev - Vsevolod Pudovkin - Mikhail Romm | - Vadim Yusov |

## Khen thưởng
- 2009 Chủ tịch nước Cộng hòa xã hội chủ nghĩa Việt Nam - Nguyễn Minh Triết trao Huân chương Hữu nghị[1]